# Problepsis insculpta
Problepsis insculpta är en fjärilsart som beskrevs av Louis Beethoven Prout 1917. Problepsis insculpta ingår i släktet Problepsis och familjen mätare. Inga underarter finns listade i Catalogue of Life.